# Sport Club Municipal Universitatea Craiova 2012-2013 (pallavolo femminile)
Questa voce raccoglie le informazioni riguardanti lo Sport Club Municipal Universitatea Craiova nelle competizioni ufficiali della stagione 2012-2013.

## Organigramma societario
Area direttiva
- Presidente: Marius Barcan

Area tecnica
- Allenatore: Mircea Dudaş

## Rosa
| N° | Nome              | Ruolo | Data di nascita  | Nazionalità sportiva |
| -- | ----------------- | ----- | ---------------- | -------------------- |
| 1  | Sorina Buz        | S     | 14 aprile 1988   | Romania              |
| 2  | Alexandra Badea   | C     | 14 agosto 1989   | Romania              |
| 3  | Mihaela Ilina     | C     | 17 gennaio 1990  | Romania              |
| 4  | Aline Galan       | P     | 2 novembre 1987  | Brasile              |
| 5  | Ioana Pristavu    | L     | 2 ottobre 1986   | Romania              |
| 6  | Aylin Pereyra     | S     | 2 luglio 1988    | Argentina            |
| 7  | Adriana Bobi      | C     | 11 febbraio 1988 | Romania              |
| 8  | Andreea Matei     | S     | 24 ottobre 1992  | Romania              |
| 9  | Ana-Maria Udubaşa | C     | 26 maggio 1985   | Romania              |
| 11 | Adriana Vîlcu     | S     | 11 gennaio 1991  | Romania              |
| 12 | Beatrice Postea   | P     | 29 agosto 1993   | Romania              |
| 13 | Andreea Smultea   | S     | 24 marzo 1984    | Romania              |